# Bảo tàng Khu vực ở Środa Śląska
Bảo tàng Khu vực ở Środa Śląska (tiếng Ba Lan: Muzeum Regionalne w Środzie Śląskiej) là một bảo tàng tọa lạc tại số 3 Quảng trường Tự do, Środa Śląska, Ba Lan. Bảo tàng là một đơn vị tổ chức của Środa Śląska và huyện Średzki. Trụ sở của Bảo tàng Khu vực ở Środa Śląska là tòa nhà nơi trước đây từng là Tòa thị chính Średzki.

## Lịch sử hình thành
Ý tưởng thành lập một bảo tàng ở Środa Śląska bắt đầu từ thập niên 1920. Vào thời điểm đó, Bảo tàng Heimatmuseum được thành lập theo khởi xướng của Tiến sĩ Franz Zmarzle và Bruno Klebs. Ban đầu, trụ sở của Bảo tàng là tòa nhà ở số 4 Phố Thánh Andrew, và từ năm 1935, các bộ sưu tập của Bảo tàng Heimatmuseum được chuyển đến Nhà thờ Tin Lành Chúa Ba Ngôi ở phố Daszyńskiego. Trong Chiến tranh thế giới thứ hai, các bộ sưu tập của Bảo tàng bị phân tán. Sau chiến tranh, năm 1946, các hiện vật còn sót lại được chuyển đến Bảo tàng Nhà nước ở Wrocław. Năm 1964, Bảo tàng Thủ công mỹ nghệ Gỗ được thành lập trong thị trấn. Sau này, Bảo tàng được đổi tên thành Bảo tàng Khu vực. Ngay từ đầu, trụ sở của Bảo tàng là các phòng trong Tòa thị chính Średzki. Hiện tại, Bảo tàng Khu vực ở Środa Śląska hoạt động như một tổ chức văn hóa độc lập theo Lệnh số 124 của tỉnh Wrocław ngày 2 tháng 6 năm 1993.

## Giờ mở cửa
Bảo tàng Khu vực ở Środa Śląska hoạt động quanh năm, mở cửa tất cả các ngày trong tuần trừ thứ Hai. Khách tham quan phải trả phí vào cửa.